# 아메데오 바니스
아메데오 바니스(이탈리아어: Amedeo Bagnis, 1999년 11월 11일~)는 이탈리아의 스켈레톤 선수이다. 세계 주니어 선수권 대회에서 동메달 1개, 유럽 주니어 선수권 대회에서 은메달 1개를 획득했으며, 2022년 동계 올림픽에 참가하였다.

## 경력
피에몬테주 베르첼리 출신이다. 2020년 1월 5일 독일 빈터베르크에서 열린 월드컵에서 11위를 하며 월드컵 첫 경기를 가졌다. 
2022년 1월 인스부르크에서 열린 세계 주니어 선수권 대회에서 스켈레톤 부문 동메달을 획득했다. 같은 해 2월에 중화인민공화국 베이징에서 열린 2022년 동계 올림픽에 이탈리아 국가대표로 참가하여 11위를 기록했다.